# Войниче (филм)
 Тази статия е за руският филм.  За селото в Сърбия вижте Войниче.  
Войниче (на руски: Солдатик) е руски пълнометражен филм създаден въз основа на истинската история на Серьожа Андреевич Альошкин. Драматичен филм, режисиран от Виктория Фанасютина, която разказва за вълнуващите и героичните събития, които се случват в живота на героя от Великата отечествена война, шестгодишно момченце. Премиерата на лентата се състои на 22 февруари 2019 г. в Централния дом на кинематографистите в Москва.

## История на прототипа
Серьожа Альошкин е участник във Великата отечествена война, син на 142-ри гвардейски стрелкови полк на 47-а гвардейска стрелкова дивизия. През ноември 1942 г. заедно с полка се намира под Сталинград. Там той спасява своя нов баща, командирът на полка Михаил Данилович Воробьов, призовавайки за помощ и под обстрел участва в разкопките на затрупаната землянка. За този подвиг е награден с медал „За военни заслуги“. Серьожа Альошкин е най-малкият „син на полка“ в историята на Втората световна война. На 8 септември 1942 г. е прибран от полка в Уляновски район на тогавашната Орловска област. На 18 ноември 1942 г. е ранен. Със заповед № 013 от 26 април 1943 г. е награден с медал. В съответствие с този орден той е награден за това, че „със своята бодрост ... вдъхна смелост и увереност в победата“.
Заедно с полка Серьожа Альошков стига до Полша, откъдето през 1944 г. по искане на командира на армията Василий Чуйков е изпратен във военното училище в Тула „Суворов“.

## Сюжет на филма
Изплашеният малък Серьожа Шишкин, на шест години, който губи всички свои роднини след атака на немски самолети и бяга от фашистите, проникнали в родното му село в гората, след няколко дни скитане е открит от съветски разузнавачи.
Вече в действащата армия, той е изправен пред суровите фронтови реалности. Военните около шестгодишното момче, за да запазят детството му в такива ужасни условия, започват да се държат с него като с войник. Серьожа наистина иска да е достоен за почетното звание защитник на Родината, затова въпреки всичките си детски шеги той се старае да бъде смел и мъжествен и в най-опасните ситуации.
По време на войната човекът не губи вяра в хората, запазвайки весело настроение и детска спонтанност. Той става истински любимец на своя полк и намира новото си семейство на фронта.